# Bazhong
Bazhong (cinese: 巴中; pinyin: Bāzhōng) è una città-prefettura della Cina nella provincia del Sichuan.